# Szwedzcy posłowie do Parlamentu Europejskiego 1999–2004
Szwedzcy posłowie V kadencji do Parlamentu Europejskiego zostali wybrani w wyborach przeprowadzonych 13 czerwca 1999.

## Lista posłów
Wybrani z listy Szwedzkiej Socjaldemokratycznej Partii Robotniczej
- Jan Andersson
- Göran Färm
- Ewa Hedkvist Petersen
- Hans Karlsson, poseł do PE od 1 sierpnia 2000
- Yvonne Sandberg-Fries, posłanka do PE od 1 lutego 2003
- Maj Britt Theorin

Wybrani z listy Umiarkowanej Partii Koalicyjnej
- Per-Arne Arvidsson
- Charlotte Cederschiöld
- Lisbeth Grönfeldt Bergman, posłanka do PE od 16 kwietnia 2000
- Per Stenmarck
- Peder Wachtmeister, poseł do PE od 23 października 2002

Wybrani z listy Partii Lewicy
- Marianne Eriksson
- Herman Schmid
- Jonas Sjöstedt

Wybrani z listy Ludowej Partii Liberałów
- Cecilia Malmström
- Marit Paulsen
- Olle Schmidt

Wybrani z listy Partii Zielonych
- Per Gahrton
- Inger Schörling

Wybrani z listy Chrześcijańskich Demokratów
- Lennart Sacrédeus
- Anders Wijkman

Wybrany z listy Partii Centrum
- Karl Erik Olsson

Byli posłowie V kadencji do PE
- Staffan Burenstam Linder (wybrany z listy Umiarkowanej Partii Koalicyjnej), do 15 kwietnia 2000, zrzeczenie
- Pierre Schori (wybrany z listy Szwedzkiej Socjaldemokratycznej Partii Robotniczej), do 31 lipca 2000, zrzeczenie
- Gunilla Carlsson (wybrana z listy Umiarkowanej Partii Koalicyjnej), do 30 września 2002, zrzeczenie
- Anneli Hulthén (wybrana z listy Szwedzkiej Socjaldemokratycznej Partii Robotniczej), do 31 stycznia 2003, zrzeczenie